# Орлов, Марк Евсеевич
Марк Евсеевич Орло́в (3 июля 1925, Одесса, УССР — 26 июля 2000) — советский и российский кинорежиссёр, сценарист, актёр. Заслуженный деятель искусств РСФСР (1987).

## Биография
Марк Евсеевич Орлов родился 3 июля 1925 года в Одессе. В годы Великой Отечественной войны учился в Тульском оружейно-техническом училище, проходил производственную практику на оружейном заводе, где впоследствии работал по полученной специальности. После окончания войны переехал в Ленинград.
В 1945—1949 годах учился в Ленинградском театральном институте. В 1949 году окончил актёрский факультет Ленинградского театрального института имени А. Н. Островского.
С 1949 по 1953 год работал актёром драмтеатров: сначала Тульского, потом Ногинского. 
С 1954 года — режиссёр центрального телевидения. Соавтор сценария двух фильмов.

## Фильмография

### Режиссёрские работы
- 1963 — Память поколения (телефильм)
- 1966 — В город пришла беда
- 1969 — Сердце Бонивура[3]
- 1971 — Человек в проходном дворе
- 1975 — Обретёшь в бою
- 1976 — На всякого мудреца довольно простоты (фильм-спектакль)
- 1981 — Синдикат-2 (также соавтор сценария)
- 1982 — Возчик Геншель (фильм-спектакль)
- 1984 — Хроника одного лета
- 1985 — Ревизор (фильм-спектакль)
- 1987 — Джамайка
- 1987 — Мир дому твоему (фильм-спектакль)
- 1988 — Однажды в декабре (также соавтор сценария)
- 1989 — Женщины, которым повезло (совместно с В. А. Храмовым)
- 1991 — Непредвиденные визиты
- 1992 — Похитители воды
- 1994 — 1998 — Петербургские тайны (совместно с В. Н. Зобиным и Л. А. Пчёлкиным)[4]

### Прочее
- 1960 — Наташа (короткометражный)
- 1961 — Соляра (телефильм)
- 1963 — Слышишь … слышишь… (фильм-спектакль)
- 1964 — Страницы первой любви (телефильм по повести «Обыкновенная история» В. Рослякова)

## Награды и премии
- заслуженный деятель искусств РСФСР (1987)
- Государственная премия РСФСР имени братьев Васильевых (1983) — за фильм «Синдикат-2»
- премия КГБ СССР (1984) — за фильм «Синдикат-2»
- Медаль ордена «За заслуги перед Отечеством» II степени (1996) — за самоотверженность, проявленную при ликвидации последствий аварий на Чернобыльской АЭС[5]